# Quanzhou Jinjiang Airport
Quanzhou Jinjiang Airport (kinesiska: 晋江机场, Quánzhōu Jìnjiāng Jīchǎng) är en flygplats i Kina. Den ligger i provinsen Fujian, i den sydöstra delen av landet, omkring 160 kilometer sydväst om provinshuvudstaden Fuzhou. Quanzhou Jinjiang Airport ligger 4 meter över havet.
Runt Quanzhou Jinjiang Airport är det mycket tätbefolkat, med 2 028 invånare per kvadratkilometer. Närmaste större samhälle är Chendai, 2,8 km norr om Quanzhou Jinjiang Airport. Runt Quanzhou Jinjiang Airport är det i huvudsak tätbebyggt.
Genomsnittlig årsnederbörd är 1 562 millimeter. Den regnigaste månaden är maj, med i genomsnitt 283 mm nederbörd, och den torraste är oktober, med 14 mm nederbörd.